# يوزوا كيميش
يوزوا فالتر كيميش (تُلفظ بالألمانية: [ˈjoːzu̯aː ˈkɪmɪç];؛ مواليد 8 فبراير 1995) هو لاعب كرة قدم ألماني يلعب في مركز الوسط مع نادي نادي بايرن ميونخ في الدوري الألماني والمنتخب الألماني. يُعرف كيميش بتعدد مراكزه وذكائه وتقنياته وهدوئه وردود فعله الحماسية، ويُعتبر أحد أفضل اللاعبين في العالم.
غالبًا ما يُقارن مع قائد بايرن ميونخ السابق فيليب لام، ويعتبره الكثيرون خليفةً له.
انضم كيميش إلى بايرن ميونخ قادما من لايبزيغ في عام 2015 في عقد يستمر حتى عام 2020. في موسم 2019–20، بعد فوزه بالثلاثية مع بايرن ميونخ، تم ضم كيميتش إلى فريق اليويفا للعام، وفريق فيفبرو، وتم اختياره كأفضل مدافع في دوري أبطال أوروبا للموسم.

## مسيرته الكروية

### بدايته المبكرة
لعب كيميتش كرة القدم للشباب في نادي شتوتغارت قبل انضمامه إلى آر بي لايبزيغ في يوليو 2013. ضمنت شتوتغارت خيارًا لإعادة الاشتراك. شارك في أول مباراة له مع نادي الدوري الألماني الدرجة الثالثة لأول مرة في 28 سبتمبر من ذلك العام، كبديل عن تايجو روكينباش بالتعادل 2–2 أمام أونترهاخينغ. سجل أول هدف احترافي له في مباراة الفوز 3–2 على ساربروكن في 30 نوفمبر 2013. أنهى موسم 2013–14 بتسجيله هدف واحد في 26 مباراة.
أنهى موسم 2014–15 بتسجيله هدفين في 29 مباراة.

### بايرن ميونخ

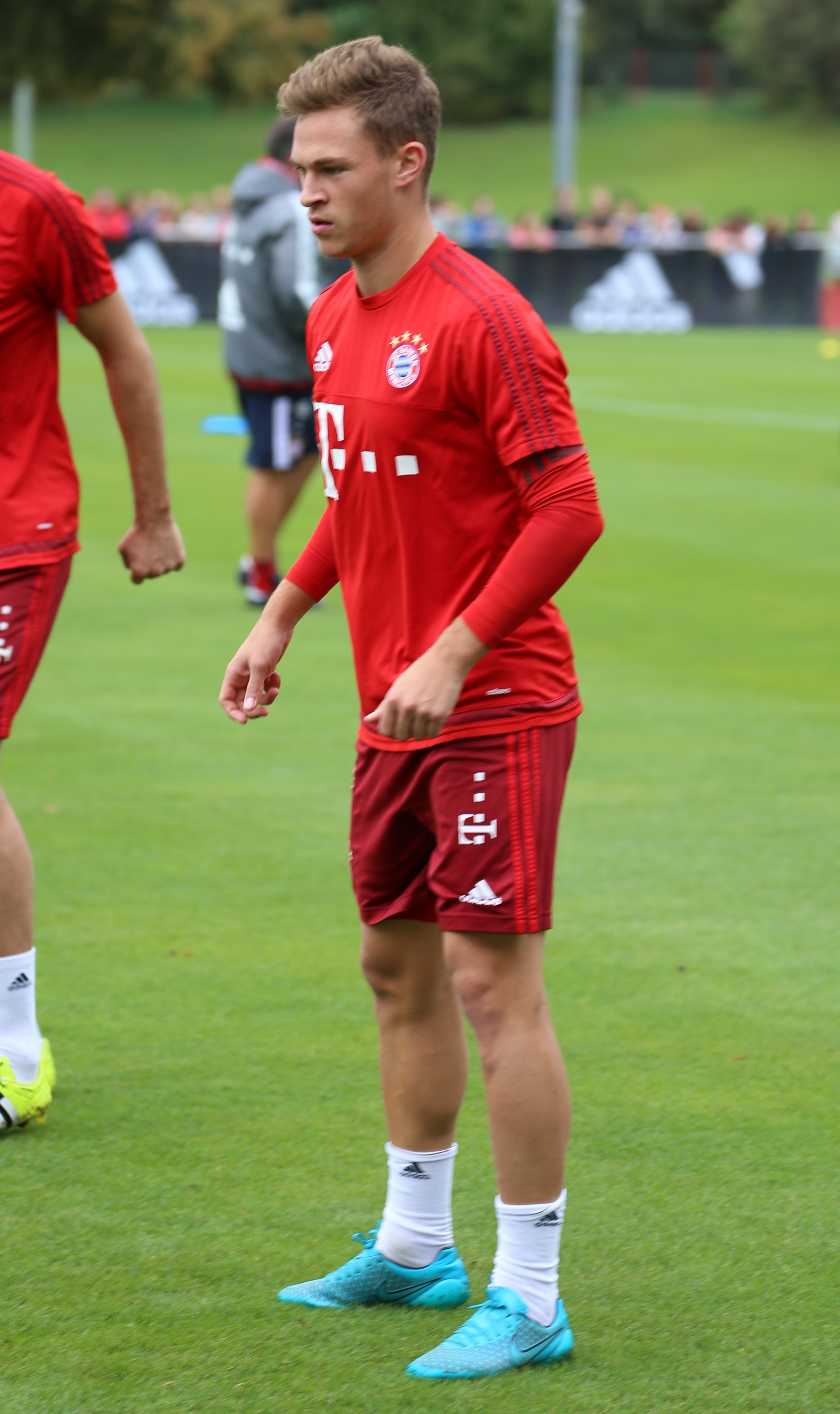
كيميتش أثناء التدريبات مع بايرن ميونخ

#### موسم 2015–16
في 2 يناير 2015، وافق كيميتش على الانضمام إلى بايرن ميونخ بعقد مدته خمس سنوات يستمر حتى 30 يونيو 2020، مقابل 7 ملايين يورو، ذهب معظمها إلى نادي شتوتغارت الألماني. شارك لأول مرة مع النادي في 9 أغسطس، بدءا من الجولة الأولى من كأس ألمانيا ضد نوتينجن. منحه بيب غوارديولا أول مشاركة له في الدوري الألماني في الشهر التالي في 12 سبتمبر عندما دخل اللعب كبديل على أرضه ضد آوغسبورغ. بعد أربعة أيام، شارك كيميتش لأول مرة في دوري أبطال أوروبا في المباراة الافتتاحية لبايرن خارج أرضه ضد أولمبياكوس وشارك كأساسي في الدوري الألماني للمرة الأولى بعد ثلاثة أيام، حيث لعب 90 دقيقة ضد دارمشتات 98 في المباراة التي انتهت بنتيجة 3–0.
أنهى كيميتش موسمه الأول في بايرن ميونخ بعد أن خاض 23 مباراة في الدوري، 15 مباراة منها كأساسي. كما لعب 120 دقيقة كاملة في نهائي كأس ألمانيا 2016 ضد بوروسيا دورتموند في الملعب الأولمبي في 21 مايو.

#### موسم 2016–17
بدأ كيميتش موسم 2016–17 من خلال مشاركته كبديل في الفوز 2–0 على بوروسيا دورتموند في كأس السوبر الألماني 2016. في 9 سبتمبر، سجل هدفه الأول مع بايرن ميونخ في الفوز 2–0 في الدوري الألماني خارج أرضه ضد شالكه 04. بعد أربعة أيام، سجل أول ثنائية له في دوري أبطال أوروبا في الفوز 5–0 على أرضه ضد روستوف. سجل كيميتش هدف الفوز في الدقيقة 88 في الفوز 1–0 خارج أرضه على هامبورغ. أنهى موسم 2016–17 برصيد تسعة أهداف في 40 مباراة.

#### موسم 2017–18
لعب كيميتش في كأس السوبر الألماني 2017 وفاز باللقب حيث تغلب بايرن على منافسه اللدود بوروسيا دورتموند بنتيجة 5–4 بركلات ترجيح بعد انتهاء الوقت الإضافي 2–2. في 16 سبتمبر، مرر ثلاث تمريرات حاسمة لتوماس مولر وآريين روبن وروبرت ليفاندوفسكي في مباراة الفوز 4–0 ضد ماينتس 05. في 9 مارس 2018، وقع كيميتش على تمديد عقده لمدة ثلاث سنوات والذي يستمر حتى 30 يونيو 2023. تمكن من تسجيل هدف في كل من مباراتي الذهاب الإياب في نصف نهائي دوري أبطال أوروبا ضد ريال مدريد، لكن فريقه خرج من البطولة بنتيجة 4–3 في مجموع المباراتين. أنهى كيميتش موسم 2017–18 برصيد 6 أهداف و17 تمريرة حاسمة في 47 مباراة.

#### موسم 2018–19
في 12 أغسطس، بدأ كيميتش الموسم باللعب في كأس السوبر الألماني 2018 وفاز أيضًا باللقب حيث فاز على آينتراخت فرانكفورت بنتيجة 5–0. في الأسبوع التالي، في 18 أغسطس 2018، لعب كيميتش في الفوز 1–0 ضد دروشتيرسن أسل في الجولة الأولى من كأس ألمانيا. لعب كيميتش في المباراة الافتتاحية لموسم الدوري ضد هوفنهايم في 24 أغسطس 2018. فاز بايرن بالمباراة 3–1. سجل كيميتش هدفه الأول في الموسم ضد هانوفر 96 في 15 ديسمبر 2018. لعب مباراته رقم 100 في الدوري مع النادي في 9 فبراير 2019 خلال مباراة الفوز 3–1 على غريمه شالكه 04.
لعب كيميتش جميع الداقئق في جميع المباريات الـ34 في الدوري. في تلك المباريات الـ34، سجل كيميتش هدفين واحتل المركز الثاني في الدوري برصيد 13 تمريرة حاسمة.

#### موسم 2019–20
في 14 أغسطس 2020، سجل كيميش هدفًا واحدًا وصنع آخر في مباراة الفوز 8–2 على برشلونة في ربع نهائي دوري أبطال أوروبا 2019–20. في 23 أغسطس 2020، صنع كيميتش هدف الفوز ضد باريس سان جيرمان الذي سجله كينغسلي كومان في نهائي دوري أبطال أوروبا 2020.

#### موسم 2020–21
بدأ كيميتش موسم 2020–21 بالحصول على القميص رقم 6، بعد مغادرة تياغو الذي كان يرتديه لمدة سبع سنوات. في 30 سبتمبر 2020، سجل هدف الفوز 3–2 على بوروسيا دورتموند في كأس السوبر الألماني 2020.

## مسيرته الدولية

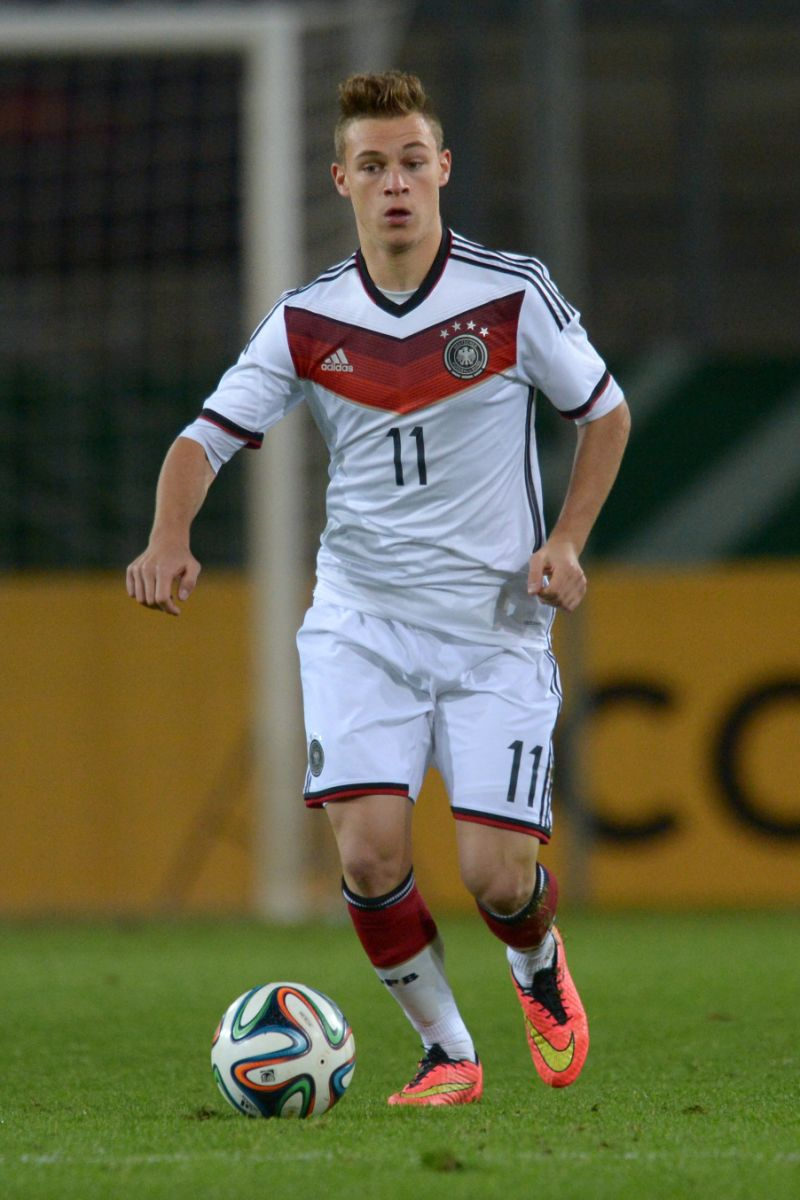
كيميتش يلعب لمنتخب ألمانيا للشباب في 2014

في 17 مايو 2016، تم اختيار كيميتش في تشكيلة ألمانيا الأولية المؤلفة من 27 لاعب لنهائيات بطولة أمم أوروبا 2016. في 31 مايو 2016، تم اختياره في تشكيلة الفريق النهائية المكونة من 23 لاعب وأعطي القميص رقم 21. في 21 يونيو 2016، تم اختيار كيميتش ليشارك كأساسي مع ألمانيا في مباراته الأخيرة في المجموعة الثالثة ضد أيرلندا الشمالية، حيث حل محل بينيديكت هوفيديس في الظهير الأيمن. بقي كيميتش اختيار ألمانيا الأول في مركز الظهير عندما وصلت إلى الدور نصف النهائي وتم اختياره ضمن فريق البطولة.
في 4 سبتمبر 2016، سجل كيميتش هدفه الأول للمنتخب الألماني في الفوز 3–0 على النرويج خلال تصفيات كأس العالم 2018.
في 17 مايو 2017، تم ضم كيميتش في تشكيلة يواخيم لوف لكأس القارات 2017. شارك كأساسي في جميع مباريات الفريق الخمسة في البطولة، حيث صنع هدفين، وفازت ألمانيا بأول لقب لها بكأس القارات.
في 6 يونيو 2017، سجل كيميتش من تسديدة جوية مذهلة في مباراة ودية ضد الدنمارك في الدقيقة 88 من المباراة، التي ساعدت ألمانيا على انتزاع هدف التعادل المتأخر ضد الدنمارك، حيث انتهت المباراة بنتيجة 1–1.
في 4 يونيو 2018، تم اختيار كيميتش لتشكيلة ألمانيا النهائية التي تضم 23 لاعب من قِبل يواخيم لوف للمشاركة في كأس العالم 2018. في 17 يونيو 2018، شارك كيميتش لأول مرة في كأس العالم ضد المكسيك في المباراة الافتتاحية، ولكن انتهت المباراة بخسارة ألمانيا 1–0.
في 6 سبتمبر 2018، شارك كيميتش في المباراة الافتتاحية لدوري الأمم الأوروبية ضد فرنسا، حيث لعب كلاعب وسط دفاعي للمرة الأولى منذ 18 شهرًا.

## الإحصائيات

### النادي
آخر تحديث 15 مارس 2025.
| النادي        | الموسم   | الدوري                         | الدوري | الدوري  | الكأس  | الكأس   | قاري   | قاري    | أخرى   | أخرى    | المجموع | المجموع | م.            |
| النادي        | الموسم   | الدرجة                         | الظهور | الأهداف | الظهور | الأهداف | الظهور | الأهداف | الظهور | الأهداف | الظهور  | الأهداف | م.            |
| ------------- | -------- | ------------------------------ | ------ | ------- | ------ | ------- | ------ | ------- | ------ | ------- | ------- | ------- | ------------- |
| آر بي لايبزيغ | 2013–14  | الدوري الألماني الدرجة الثالثة | 26     | 1       | 0      | 0       | —      | —       | —      | —       | 26      | 1       | [ 22 ]        |
| آر بي لايبزيغ | 2014–15  | الدوري الألماني الدرجة الثانية | 27     | 2       | 2      | 0       | —      | —       | —      | —       | 29      | 2       | [ 23 ]        |
| آر بي لايبزيغ | المجموع  | المجموع                        | 53     | 3       | 2      | 0       | —      | —       | —      | —       | 55      | 3       |               |
| بايرن ميونخ   | 2015–16  | الدوري الألماني                | 23     | 0       | 4      | 0       | 9      | 0       | 0      | 0       | 36      | 0       | [ 29 ]        |
| بايرن ميونخ   | 2016–17  | الدوري الألماني                | 27     | 6       | 4      | 0       | 8      | 3       | 1      | 0       | 40      | 9       | [ 32 ] [ 36 ] |
| بايرن ميونخ   | 2017–18  | الدوري الألماني                | 29     | 1       | 6      | 1       | 11     | 4       | 1      | 0       | 47      | 6       | [ 37 ] [ 42 ] |
| بايرن ميونخ   | 2018–19  | الدوري الألماني                | 34     | 2       | 6      | 0       | 7      | 0       | 1      | 0       | 48      | 2       | [ 43 ]        |
| بايرن ميونخ   | 2019–20  | الدوري الألماني                | 33     | 3       | 6      | 1       | 11     | 2       | 1      | 0       | 51      | 6       | [ 64 ] [ 65 ] |
| بايرن ميونخ   | 2020–21  | الدوري الألماني                | 27     | 4       | 1      | 0       | 7      | 1       | 4      | 1       | 39      | 6       | [ 66 ]        |
| بايرن ميونخ   | 2021–22  | الدوري الألماني                | 28     | 3       | 2      | 0       | 8      | 0       | 1      | 0       | 39      | 3       | [ 67 ]        |
| بايرن ميونخ   | 2022–23  | الدوري الألماني                | 33     | 5       | 4      | 1       | 9      | 1       | 1      | 0       | 47      | 7       | [ 68 ]        |
| بايرن ميونخ   | 2023–24  | الدوري الألماني                | 28     | 1       | 2      | 0       | 11     | 1       | 1      | 0       | 42      | 2       | [ 69 ]        |
| بايرن ميونخ   | 2024–25  | الدوري الألماني                | 25     | 1       | 3      | 0       | 12     | 0       | 0      | 0       | 42      | 1       | [ 70 ]        |
| بايرن ميونخ   | المجموع  | المجموع                        | 287    | 27      | 38     | 3       | 94     | 12      | 11     | 1       | 439     | 43      |               |
| الإجمالي      | الإجمالي | الإجمالي                       | 340    | 29      | 40     | 3       | 94     | 12      | 11     | 1       | 486     | 46      |               |

1. 1 2 3 4 5 6  المباريات في دوري أبطال أوروبا.
2. 1 2 3 4  المباراة في كأس السوبر الألماني
3. ↑  مباراة واحدة في كأس السوبر الأوروبي، ومباراة واحدة وهدف في كأس السوبر الألماني، ومباراتين في كأس العالم للأندية

### المنتخب
آخر تحديث 19 نوفمبر 2019.
| المنتخب الوطني | العام   | الظهور | الأهداف |
| -------------- | ------- | ------ | ------- |
| ألمانيا        | 2016    | 11     | 1       |
| ألمانيا        | 2017    | 14     | 2       |
| ألمانيا        | 2018    | 13     | 0       |
| ألمانيا        | 2019    | 10     | 0       |
| ألمانيا        | 2020    | 2      | 0       |
|                | 2021    | 3      | 0       |
| المجموع        | المجموع | 53     | 3       |

#### الأهداف الدولية
آخر تحديث 19 نوفمبر 2019.
قائمة الأهداف والنتائج مع منتخب ألمانيا الأول. 
| # | التاريخ       | المكان                                  | الخصم            | الهدف | النتيجة | المسابقة                       |
| - | ------------- | --------------------------------------- | ---------------- | ----- | ------- | ------------------------------ |
| 1 | 4 سبتمبر 2016 | ملعب أوليفول، أوسلو، النرويج            | النرويج          | 2–0   | 3–0     | تصفيات كأس العالم 2018         |
| 2 | 6 يونيو 2017  | ملعب برونبايبستر، برونبايبستر، الدنمارك | الدنمارك         | 1–1   | 1–1     | ودية                           |
| 3 | 5 أكتوبر 2017 | ويندسور بارك، بلفاست، أيرلندا الشمالية  | أيرلندا الشمالية | 3–0   | 3–1     | تصفيات كأس العالم 2018         |
| 4 | 4 يونيو 2022  | ملعب ريناتو دالارا، بولونيا، إيطاليا    | إيطاليا          | 1–1   | 1–1     | دوري الأمم الأوروبية 2022–23 أ |
| 5 | 14 يونيو 2022 | بوروسيا بارك، مونشنغلادباخ، ألمانيا     | إيطاليا          | 1–0   | 5–2     | دوري الأمم الأوروبية 2022–23 أ |
| 6 | 12 يونيو 2023 | ملعب فيسر شتاديون، بريمن، ألمانيا       | أوكرانيا         | 3–3   | 3–3     | ودية                           |

## الإنجازات
بايرن ميونخ
- الدوري الألماني: 2015–16، 2016–17، 2017–18، 2018–19، 2019–20، 2020–21، 2021–22، 2022–23، 2024–25
- كأس ألمانيا: 2015–16، 2018–19، 2019–20
- كأس السوبر الألماني: 2016، 2017، 2018، 2020، 2021، 2022
- دوري أبطال أوروبا: 2019–20[73]
- كأس السوبر الأوروبي: 2020
- كأس العالم للأندية: 2020

 ألمانيا تحت 19 سنة
بطولة أمم أوروبا تحت 19 سنة: 2014
 ألمانيا
- كأس القارات: 2017[75]

الفردية
- بطولة أمم أوروبا فريق البطولة: 2016[56]
- دوري أبطال أوروبا فريق الشباب: 2016[76]
- منتخب ألمانيا لكرة القدم لاعب العام: 2017[77]
- دوري أبطال أوروبا فريق الموسم: 2017–18،[78] 2019–20[79]
- أفضل مدافع في دوري أبطال أوروبا 2020[80]
- جائزة اليويفا لأفضل فريق: 2020[81]
- فيفبرو الفريق الثالث: 2018[82]
- فيفبرو مُرشح: 2019 (المدافع 14)
- الكرة البرونزية في كأس العالم للأندية: 2020[83]
- فريق العام من وسائل الإعلام الرياضية الأوروبية: 2018–19[84]
- الدوري الألماني فريق الموسم: 2017–18،[85] 2018–19[86] 2019–20،[87] 2020–21[88]
- فريق الموسم للدوري الألماني من كيكر: 2018–19[89] 2019–20[90]
- الدوري الألماني هدف الشهر: مايو 2020، سبتمبر 2020[91]
- فريق العالم من الاتحاد الدولي لتاريخ وإحصاءات كرة القدم: 2020[92]

## وصلات خارجية
- يوزوا كيميش على موقع الاتحاد الدولي (مؤرشف)  (الإنجليزية)
- يوزوا كيميش على موقع الاتحاد الأوربي (الإنجليزية)
- يوزوا كيميش على موقع إي إس بي إن إف سي (الإنجليزية)
- يوزوا كيميش على موقع قاعدة بيانات كرة القدم.إي يو (الإنجليزية)
- يوزوا كيميش على موقع بيانات كرة القدم. دي إي (الألمانية)
- يوزوا كيميش على موقع ليكيب (الفرنسية)
- يوزوا كيميش على موقع ناشيونال فوتبول تيمز (الإنجليزية)
- يوزوا كيميش على موقع Soccerbase.com (لاعب) (الإنجليزية)
- يوزوا كيميش على موقع Soccerway.com (الإنجليزية)
- يوزوا كيميش على موقع عالم كرة القدم.نت (الإنجليزية)

1. 1 2 3 4
2. 1 2 3